# 나무타기너구리
나무타기너구리는 나무타기너구리속(Dendrohyrax)에 속하는 2종의 포유류를 가리킨다. 바위너구리목의 유일한 과인 바위너구리과에 속한다.
2종은 다음과 같다.
- 남부나무타기너구리 또는 동부나무타기너구리 (Dendrohyrax arboreus) - 아프리카 동부 또는 남부 지역에서 발견된다.[2]
- 서부나무타기너구리 (Dendrohyrax dorsalis) - 아프리카 서부 또는 중앙아프리카에서 발견된다.[3]